# Windstar Award
Der Windstar Award wurde jährlich für besondere Verdienste um den Umweltschutz verliehen. Die Preise stiftete die Windstar Foundation, die 1976 vom Country-Musiker John Denver und dem Aikidō-Lehrer Tom Crum gegründet wurde.
1997 starb John Denver. Die Windstar Foundation wurde im Oktober 2012 aufgelöst.

## Preisträger
- 1986 – Jacques-Yves Cousteau
- 1987 – David Brower
- 1988 – Yevgeny Velikhov
- 1989 – Wangari Muta Maathai
- 1990 – Akio Matsumura
- 1991 – Lester R. Brown
- 1992 – Phil Lane
- 1993 – Marian Wright Edelman
- 1994 – Susana Valadez
- 1995 – Marty Downey
- 1996 – Tara Church